# Pogsonova rovnice
Pogsonova rovnice popisuje vztah mezi hvězdnou velikostí (v magnitudách) a hustotou zářivého toku.
{\displaystyle \Delta m=m_{1}-m_{2}=-2{,}5\log {\frac {F_{1}}{F_{2}}},}
kde {\displaystyle m_{1},m_{2}} jsou hvězdné velikosti objektů a {\displaystyle F_{1},F_{2}} (značena i jako I) jsou jejich hustoty zářivého toku. Souvisí se skutečností, že zatímco soustava SI je založena na metrickém (lineárním) systému, lidské smysly podléhají Weber-Fechnerovmu zákonu a vnímají své okolí logaritmicky. Oko má dynamický rozsah asi 10 řádů, což je mnohem víc než většina přístrojů.
Je pojmenovaná po N. R. Pogsonovi